# Savage Модель 1907
Savage Модель 1907 самозарядний кишеньковий пістолет, який випускала компанія Savage Arms в період з 1907 по 1920 роки. Пістолет заряджався набоєм .32 ACP, а в період з 1913 по 1920 роки заряджався набоєм .380 ACP. Хоча пістолет невеликого розміру, його створили на базі самозарядного пістолету .45 калібру Savage, який було представлено для випробувань армії США 1906-1911. Після кількох років випробувань пістолета, компанія Savage стала одним з двох фіналістів, але програла компанії Кольт, який став відомим як Colt Модель 1911. Після випробувань до компанії Savage було повернуто 181 пістолет .45 ACP, які продали на цивільному ринку.

## Назва та маркетинг
Модель 1907 часто помилково називають Модель 1905 через дату Nov. 21, 1905 нанесену на верхній частині затвора всіх самозарядних пістолетів Savage. Насправді це дата коли Ельбіер Серл один з перших своїх патентів на вогнепальну зброю, який став основою конструкції всіх самозарядних пістолетів Savage.
Модель 1907 рекламували під слоганом "Десять швидких пострілів!" і вона була дуже популярною, оскільки незважаючи на невеликий розмір, пістолет мав 10-зарядний дворядний магазин. У рекламі брали участі кілька знаменитостей, у тому числі Вільям "Баффало Білл" Коді, Бет Мастерсон та агенція Пінкертонів. Крім того Savage Arms подарували Модель 1907 президенту Тедді Рузвельту. Значна частина реклами в популярній пресі грала на здатності беззахисної жінки використовувати Savage, щоб приборкати грабіжників і "бродяг".

## Конструкція
Важіль запобіжника розташовано на лівому боці пістолета, в верхній задній частині руків'я. Хоча здається, що пістолет має зовнішній курок, насправді пістолет має ударинк; видимий "курок" це важіль зведення. Модель 1907 випускали з 1913 по 1917 роки з хомутом на стволі та індикатор зарядженого патронника, що дозволяє стрільцю перевірити чи заряджена зброя лише дотиком до порту викиду гільз. Модель 1907 немає гвинтів (навіть щічки руків'я) і просто розбирається. Щічки руків'я зроблені з гутаперчі, хоча ранні зразки мали металеві щічки. В 1912 році Модель 1907 була сильно перероблена.
Як і більшість самозарядних пістолетів, пістолет підготовлюють до пострілу відтягнувши і відпустивши затвор, таким чином набій потрапляє в патронник, а пістолет зводиться. Після пострілу завдяки відбою гільза автоматично викидається, ударник зводиться, а інший набій досилається в патронник.
Інновацією стало використання дворядного знімного магазина подвійного призначення на 10 набоїв калібру .32 ACP або на 9 набої калібру .380 ACP. Хоча таку конструкцію пов'язують з пістолетом Browning Hi-Power, в пістолеті Savage Model 1907 вона була використана за 10 років до першого патенту Hi-Power та майже за 30 років до серійного виробництва.

### Варіанти
Компанія Savage випустила два інших дуже схожих самозарядних пістолети, які мали багато спільних деталей з Моделлю 1907. Першою була безкуркова Модель 1915; Модель 1915 під набій .32 калібру випускали лише в 1915 та 1916 роках, а під набій .380 калібру з 1915 по 1917 роки.  Як і в Моделі 1907, Модель 1915 немала гвинтів. Іншим пістолетом стала Модель 1917, яку випускали з 1920 по 1926 під набій .32 калібру та з 1920 по 1928 роки під набій .380 калібру. Механічно Модель 1917 така сама та використовує майже всі деталі фінальної версії Моделі 1907 (в тому числі, тонший важіль зведення у вигляді "курка"), але мала дещо більше руків'я. Через більші щічки руків'я в Моделі 1917 використано один гвинт, який утримує щічки на рамі пістолета.
У 1912 році було випущено приблизно 40 невеликих кишенькових пістолетів під набій .25 ACP. Хоча зовні вони були дуже схожі на оригінал, механічно вони сильно відрізнялися. Ці пістолети мали вільний затвор з фіксованим стволом, крім того не було важеля зведення, як у Моделі 1907. Хоча конструкція була успішною, з невідомих причин компанія Savage не запустила пістолет у серійне виробництво.

## Військове використання
Хоча Модель 1907 була розроблена для цивільного використання, французький уряд замовив понад 40 000 пістолетів під набій .32 ACP Модель 1907 в період з кінця 1914 по 1917 для французьких військових, які брали участь у Першій світовій війні. Ці військові пістолети відрізнялися наявністю індикатором зарядженого патронника та кільця для темляка або монтажних отворів на руків'ї для кільця; кільця для темляка не були присутні в цивільних версіях. Контракт на 1150 пістолетів такої самої конструкції замовила Португалія.

## В популярній культурі
У пародії на фільм нуар 1978 року Дешевий детектив, персонаж Сіда Цезаря, Езра Дезір, використовує Модель 1907, як і персонаж Джуда Лоу Гарлан Мекайр у кримінальній драмі 2002 року Проклятий шлях.